# Arthur Maling
Pour les articles homonymes, voir Maling.
Arthur Maling, né le 11 juin 1923 à Chicago, et mort le 24 octobre 2013 dans le 875 North Michigan Avenue de Chicago, est un écrivain américain, auteur de roman policier.

## Biographie
Il fait ses études supérieures à l'Université Harvard où il décroche un baccalauréat universitaire ès lettres en 1944. Après avoir été enseigne dans la United States Navy pendant la Seconde Guerre mondiale, il travaille un an comme reporter dans un journal de San Diego. De 1946 à 1972, il est l'un des PDG de la Maling Brothers inc., une chaîne de magasins spécialisée dans la vente de chaussures. Il se consacre ensuite à l'écriture.
Il amorce sa carrière littéraire en 1969 par la publication du roman Les Crocs de l'agneau (Decoy). Dans ce roman, comme dans d'autres de l'auteur, le statut banal du héros est cause que la « critique a comparé Arthur Maling à Eric Ambler, car comme lui, il adore mettre en scène un homme ordinaire qui se trouve obligé de lutter contre des forces hostiles, mais à la différence d'Ambler qui situe l'action dans le cadre du roman d'espionnage, ici les motifs sont l'argent et la cupidité ». Entre 1976 et 1983, Maling publie cinq enquêtes de Brock Potter, un analyste en valeurs mobilières.
Il remporte le prix Edgar-Allan-Poe en 1980 pour The Rheingold Route.

## Œuvre

### Romans

#### SérieBrock Potter
- Ripoff, 1976
- Schroeder's Game, 1977
- Lucky Devil, 1978
- Koberg Link, 1979
- A Taste of Treason, 1983

#### Autres romans
- Decoy, 1969 Publié en français sous le titre Les Crocs de l’agneau, traduit par Roger Guerbet, Paris, Éditions Gallimard, coll. Série noire no 1380, 1980, 255 p. (BNF 35146356)
- Go-Between, 1970 (autre titre Lambert's Son)
- Loophole, 1971
- The Snowman, 1973
- Dingdong, 1974
- Bent Man, 1975
- Mystery Writer's Choice, 1978
- The Rheingold Route, 1979 Prix Edgar-Allan-Poe 1980 du meilleur roman[3]
- From Thunder Bay, 1981
- Lover and Thief, 1988

## Sources
- Claude Mesplède et Jean-Jacques Schleret, SN, voyage au bout de la Noire : inventaire de 732 auteurs et de leurs œuvres publiés en séries Noire et Blème : suivi d'une filmographie complète, Paris, Futuropolis, 1982, 476 p. (OCLC 11972030), p. 258.